# Kh-58 (ミサイル)
Kh-58（ロシア語: Х-58）は、ソ連のラドゥガ国家機械製造設計局が開発した対レーダーミサイルである。開発名称はIzdeliye 112。NATOコードネームはAS-11キルター（Kilter）。

## 開発
1970年代初めにラドゥガはSu-24Mへ装備するKh-28（NATOコードネーム：AS-9カイル）の後継となる固形燃料を使用したミサイルを開発するための契約を結んだ。当初の名称はKh-24であった。1970年代半ばにはアフトゥビンスクの兵器試験施設でNATOのレーダーを模したエミッタにより試験が実施された。搭載するPRGS-58シーカーを開発するにあたりAn-12のテストベッド機が活用された。Kh-58は1980年には使用可能という宣言がされたが、1982年まで開発作業は続けられ就役した。
その後も発展型の開発が続けられ、1980年代にはKH-58U、2007年にはKh-58UShE、2015年にはKh-58UShKE(TP)が開発・公開されている。

## 設計
胴体には30KhGSAステンレス鋼が使用されており、翼などにはOT4-1チタン合金が使用される。エンジンは最初のブースト/上昇フェーズ中に6,000Kpの推力を発生し、3.6秒より後は1,000Kpの維持定格推力となる。弾頭部には149kgの爆風破片弾頭を装備しており、ROV-20アクティブ・レーザー近接信管およびバックアップ用の接触信管で作動する。誘導にはPRGS-58シーカーを用いたパッシブ・ホーミングのほか慣性誘導を用いる。またKh-58は当時の他のソ連製ミサイルと同様に、MIM-14 ナイキ・ハーキュリーズまたはMIM-104 パトリオットのような特定の防空レーダーを標的とするように設計されたシーカーを取り付けることが可能である。射程は発射高度に大きく依存するものの、低高度から36km、高度10,000mから120km、高度15,000mから160kmである。敵の防空レーダーの20m以内に命中する確率は80%とされている。
運用にはL-080ファンタスマゴリア-AまたはL-081ファンタスマゴリア-B電子情報収集ポッドが使用されこれら以外にも、L-086ヴィユガポッドでも運用可能である。機体への装備はAKU-58ランチャーを介して行う。

## 運用
KH-58は1982年よりソ連のSu-24Mに導入された。改良型のKh-58Uは1991年よりSu-24MとMiG-25BMに導入された。輸出型のKH-58Eは、Su-22M4とSu-25TKに装備可能である。

## 型式

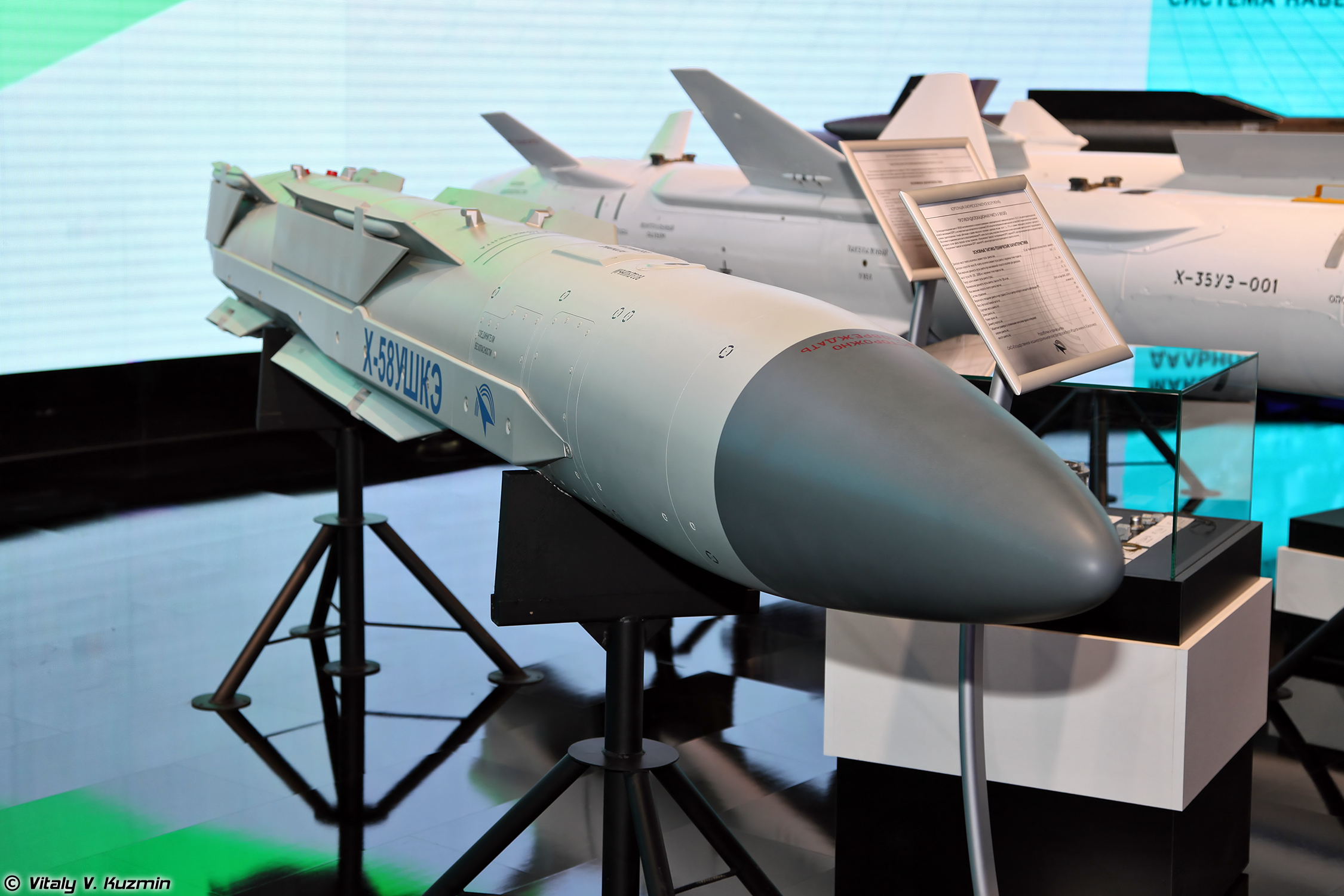
Kh-58UShkE

Kh-58
基本型。
Kh-58A
アクティブ・レーダー・ホーミングシーカーを備えた対艦ミサイル型。計画のみ。
Kh-58U
シーカーをPRGS-58Mに換装、射程を延ばして、発射後ロックオン（LOAL）機能を追加した改良型。SPO-32"パステル"レーダー警報受信機を使っての目標の指示が可能である。
型式のUはUluchshennaya（ロシア語: Улучшенная）で改良という意味である、
Kh-58E
輸出型。
Kh-58EM
1990年に発表された輸出型。
Kh-58UshE
新しい広帯域シーカーを搭載した改良型。Su-30MKに搭載された。
型式のUshEはUluchshennaya Shirokopolosnaya Exportnaya （ロシア語: Улучшенная Широкополосная Еxпортная）で改良型広帯域輸出の意味である。
Kh-58UShkE
2007年のMAKSで発表された改良型。Su-57の内部兵装庫に搭載できるよう長さは4.19mに短縮、翼幅は0.8m(折り畳み時は幅と高さ0.4m)に縮小され、UKVU-50ランチャーからの射出に対応した。
Kh-31PDに類似した1.2GHzから11GHzの間の周波数で動作する近代的な地上の対空レーダーを目標とすることを可能にする革新的な5バンドのブロードバンドパッシブレーダーシーカーを備え、レーダーのデータライブラリは、Kh-31PDのものに近いとされる。射程は、最低高度200mからの発射時に46kmから76km、高度20kmからの発射時に200kmから245kmまで増加した。これらの特徴によりKh-58Eと比較し効率は2.5倍となったとされている。
2016年11月には開発が完了し、Su-57に搭載できる準備ができていると発表された。
Kh-58UShKE(TP)
2015年のMAKSで発表された改良型。Kh-58UShkEをベースに赤外線画像（IIR）シーカーを追加した。

## 対応機
- Su-22M4
- Su-24M
- Su-25SM3
- Su-25T
- Su-25TM（Su-39）
- Su-30MK
- MiG-25BM
- MiG-31F/BM
- Su-57

このほか、プログレスポッドを開発してSu-17、MiG-23、MiG-27への搭載も検討されたが中止となっている。ミラージュ IIIE、F-15、F-16などの外国の航空機への統合も提案されている。

## 運用国

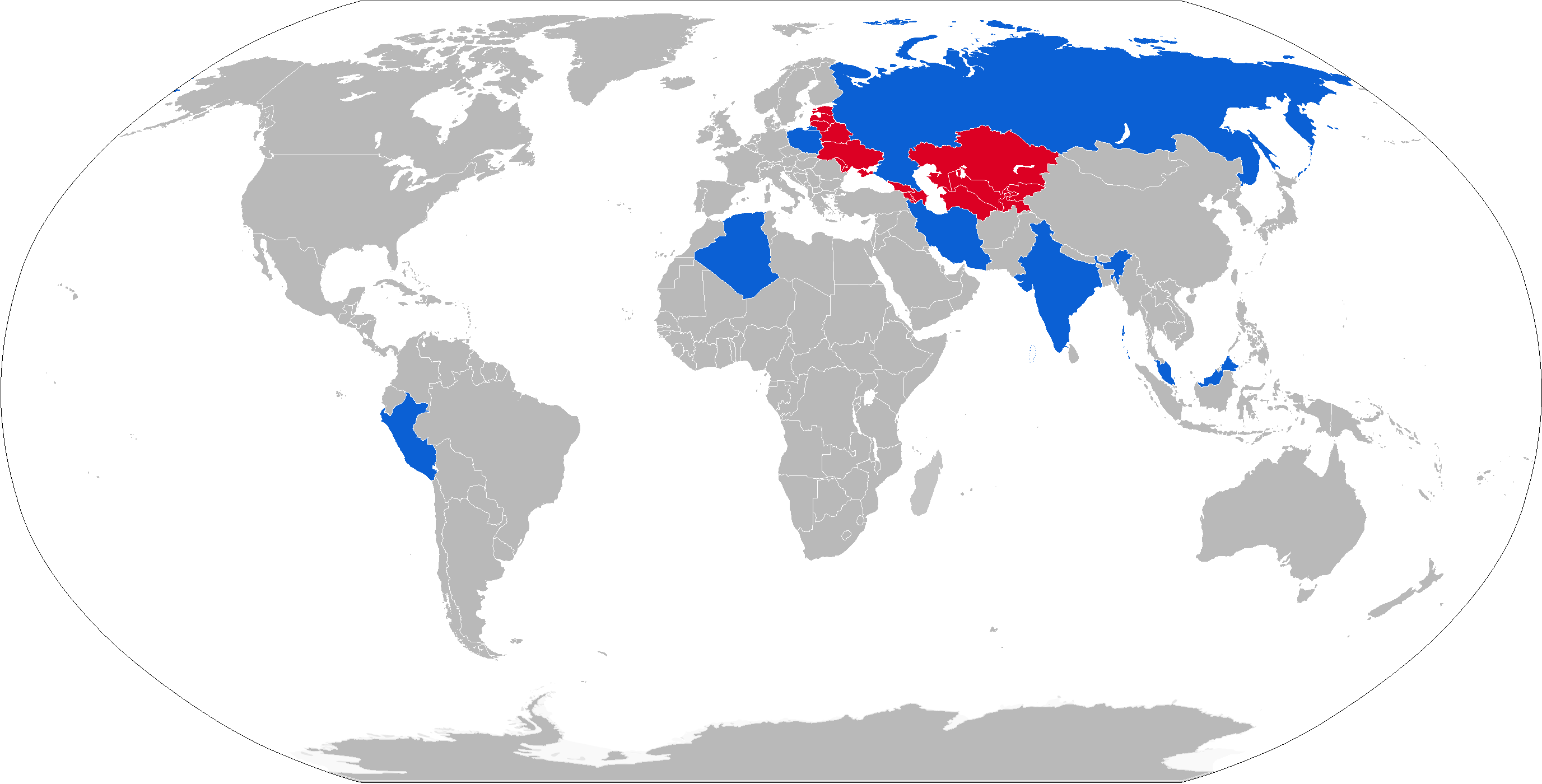
運用国。青の国では現役、赤の国では退役している

### 現役
- ロシア[1]
- インド[1]
- マレーシア
- アルジェリア
- イラン
- カザフスタン - 2023年時点で、カザフスタン防空軍が対レーダー型を保有している[12]。
- 北朝鮮 不明
- ペルー
- ポーランド[13]
- ウズベキスタン - 2023年時点で、ウズベキスタン空軍および防空軍が対レーダー型を保有している[14]。
- 旧ソ連諸国とワルシャワ条約機構加盟国[1]

### 過去の運用国
- ソビエト連邦
- ウクライナ[15]
- イラク

## 同様の兵装
- Kh-28（英語版）
- Kh-31
- マーテル
- AGM-88